# Кинзекеево
Кинзеке́ево (баш. Кинйәкәй) — село в Ишимбайском районе Башкортостана, входит в состав Скворчихинского сельсовета.

## Географическое положение
На территории деревни сливаются реки Ямамбуйелга и Асиелга.
Расстояние до:
- районного центра (Ишимбай): 22 км,
- центра сельсовета (Скворчиха): 8 км,
- ближайшей ж/д станции (Салават): 40 км.

## История
Основано башкирами Юрматынской волости Ногайской дороги на собственных землях, известно с 1761 г. Названо по имени первопоселенца Кинзекея Суюндукова.
В документе о продаже заводчикам юрматынских земель по р. Тор за 1761 г. перечисляются деревни и вотчинники, среди которых упоминаются Кинзекеево и его первопоселенец Кинзекей Суюндуков. Известен сын Кинзекея Туиш, он жил в 1742—1823 гг.
В XVIII в. на месте сожженного аула Кинзекеево возникло село Петровское. Но это было другое село и называлось по-башкирски «Кинйәкәү» (Петровское башкиры по-прежнему называют иногда Киньякау), а не «Кинйәкәй».  
Кинзекеевцы занимались скотоводством, пчеловодством (163 улья и 14 бортей), отчасти земледелием, извозом, изготовлением саней и телег. В 1839 г. 45 дворов с 325 жителями владело 560 лошадьми, 400 коровами, 145 овцами, 66 козами. Через 3 года здесь сеяли 344 пуда озимого и 1390 пудов ярового хлеба. В то время в Кинзекеево была водяная мельница. Были мечеть, училище, 2 водяные мельницы. В 1906 зафиксированы мечеть, 8 водяных мельниц, мануфактурная лавка, хлебозапасный магазин.
В 1795 в 22 дворах проживало 222 чел., в 1865 в 85 дворах — 457 человек. В 1850 г. — 428, в 1920 г. — 672 жителя, дворов соответственно — 22, 42, 130.

## Население

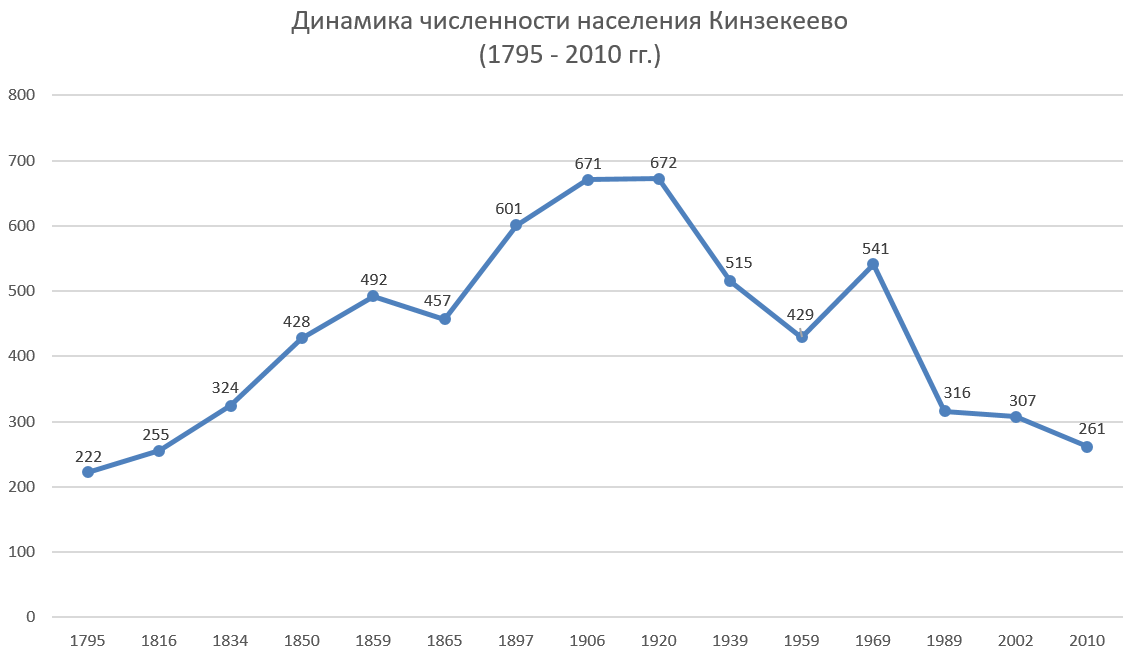

| 1795 | 1865 | 1906 | 1920 | 1939 | 1959 | 1989 |
| ---- | ---- | ---- | ---- | ---- | ---- | ---- |
| 222  | ↗457 | ↗671 | ↗672 | ↘515 | ↘429 | ↘315 |
| 2002 | 2009 | 2010 |      |      |      |      |
| ↘307 | ↗335 | ↘261 |      |      |      |      |

## Ветераны Отечественной войны 1812 года
Ветераны Отечественной войны 1812 года учтенные в 1836—1839 гг., получившие медали «За взятие Парижа 19 марта 1814 года» и «В память войны 1812 года»:
- Абдулвагап Кунакбаев;
- Мавлюкул Узенбаев;
- Илембет Мурадымов;
- Нигматулла Кутлугузин[8].

## Улицы
- Молодёжная
- Первомайская
- Речная
- Садовая

## Инфраструктура
Кинзекеевская общеобразовательная школа, дом культуры, библиотека, фельдшерско-акушерский пункт.

## Религия
В селе есть мечеть.

## Известные уроженцы
- Шарипова, Гульчачак Табрисовна (род. 28 апреля 1958) — театральная актриса, народная артистка Республики Башкортостан.